# ユノミネシダ自生地

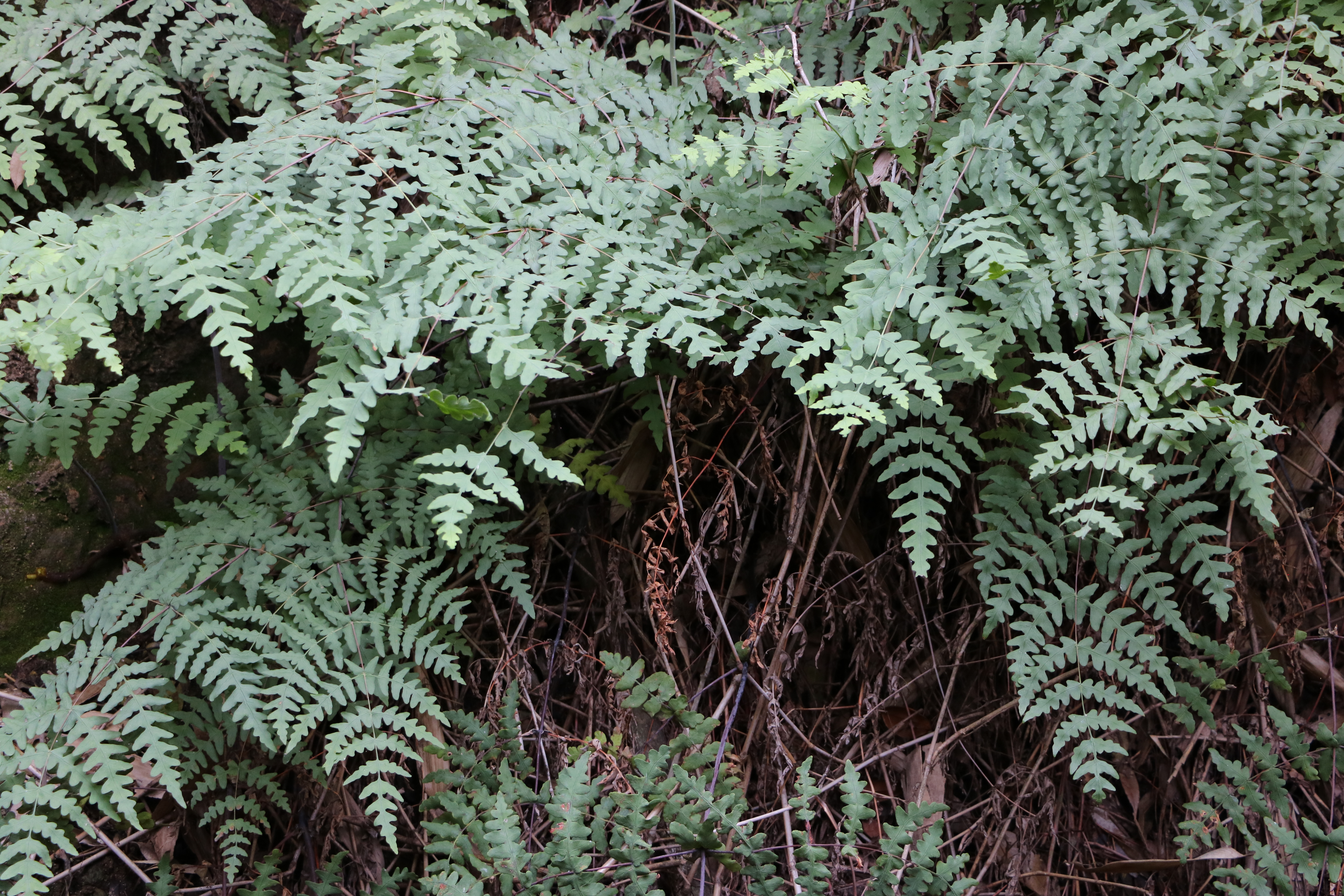
ユノミネシダ自生地。2019年8月10日撮影。

ユノミネシダ自生地（ユノミネシダじせいち）は、和歌山県田辺市本宮町の湯の峰温泉の一角にある、国の天然記念物に指定されたユノミネシダの自生地である。
ユノミネシダ（湯の峰羊歯）は世界の熱帯、亜熱帯にかけて広く分布するコバノイシカグマ科の暖地性のシダの一種で、日本国内では伊豆半島より南西に自生している。ユノミネシダという和名は日本で最初に和歌山県の湯の峰温泉で発見されたことによるもので、湯の峰温泉の自生地は日本国内における分布域の北限に当たり、また、植物名のついた発見地としての歴史的な意義もあり、1928年（昭和3年）1月18日に国の天然記念物に指定された。

## 解説

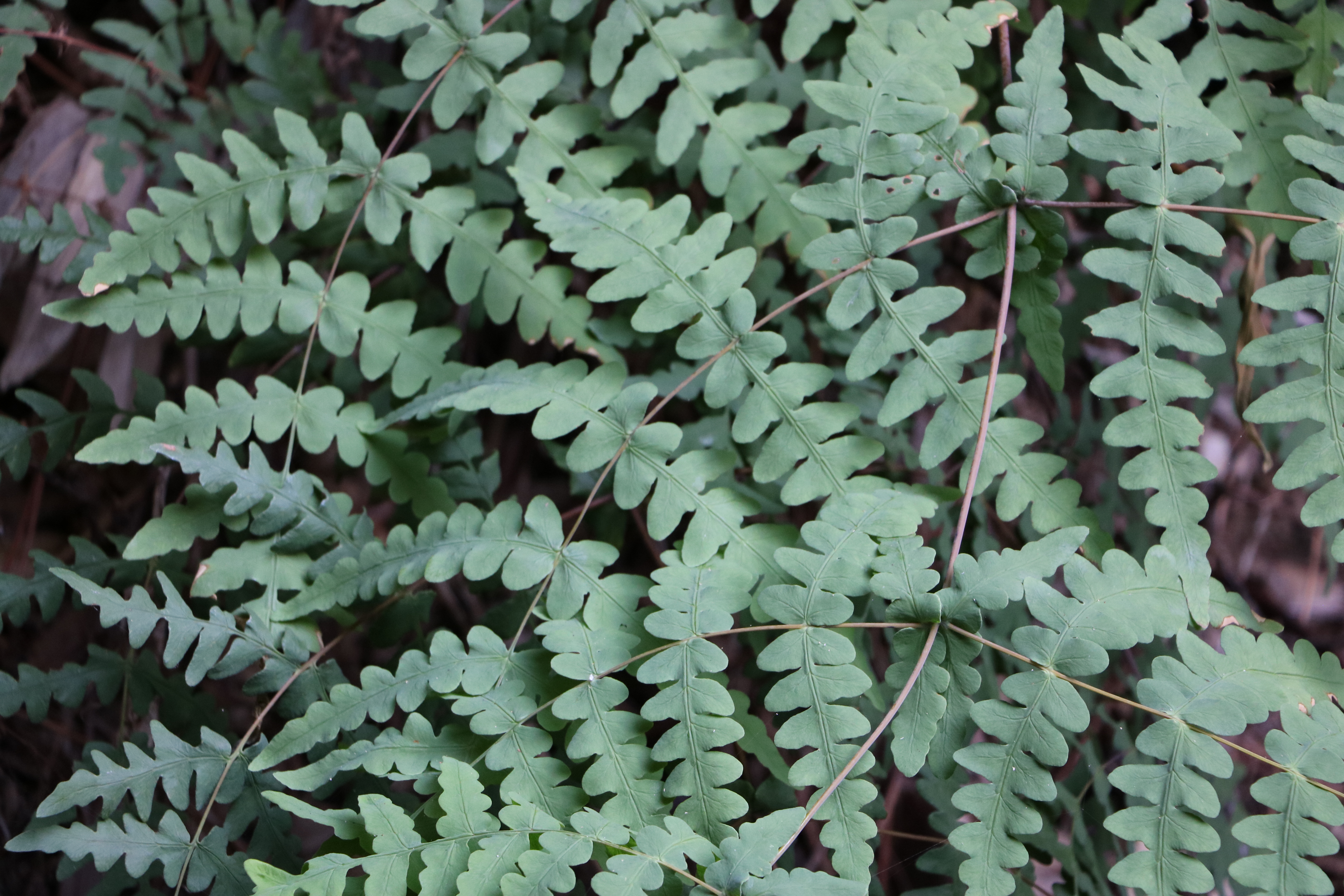
指定地のユノミネシダ。2019年8月10日撮影。

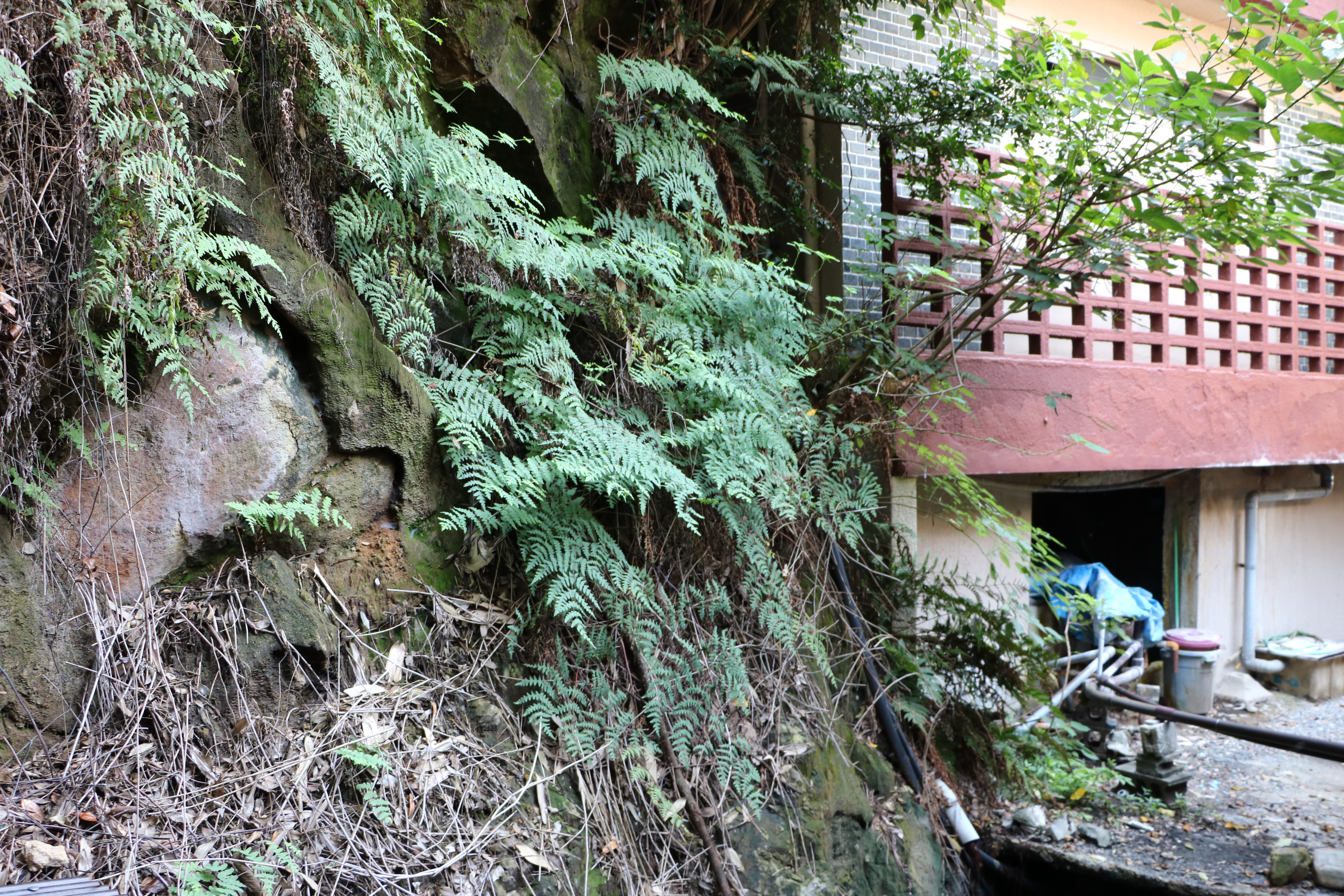
指定地は共同浴場等の建造物に隣接している。2019年8月10日撮影。

国の天然記念物として指定されたユノミネシダ自生地は、和歌山県南東部の旧本宮町（現田辺市）湯の峰字垣内にあり、世界遺産紀伊山地の霊場と参詣道の構成資産の一部として知られる湯の峰温泉の一角に位置している。ユノミネシダは前述したように熱帯から亜熱帯にかけて分布する暖地性のシダであり、日本国内では伊豆半島より南西の太平洋側の日当たりの良い林の中や河川沿いに群生する が、温泉や鉱山などの環境を好み、同じ和歌山県内では那智勝浦町の鉱山跡や那智勝浦温泉などにも自生している。
ユノミネシダ（湯の峰羊歯、学名Histiopteris incisa）の和名は、1880年（明治20年）に、現指定地である当時の和歌山県東牟婁郡湯峰村の湯の峰温泉で最初に発見されたことにちなむ。
最初にユノミネシダが発見された古くから知られる自生地は、湯の峰温泉公共浴場裏側の小さな崖であるが生育状況があまりよくない。その一方で自生地北側の共同浴場に隣接する天台宗の寺院、薬王山東光寺の東側にある高さ2メートル、幅6メートルほどの石垣によく育っており、東光寺でも積極的にその保全保護に努めている。

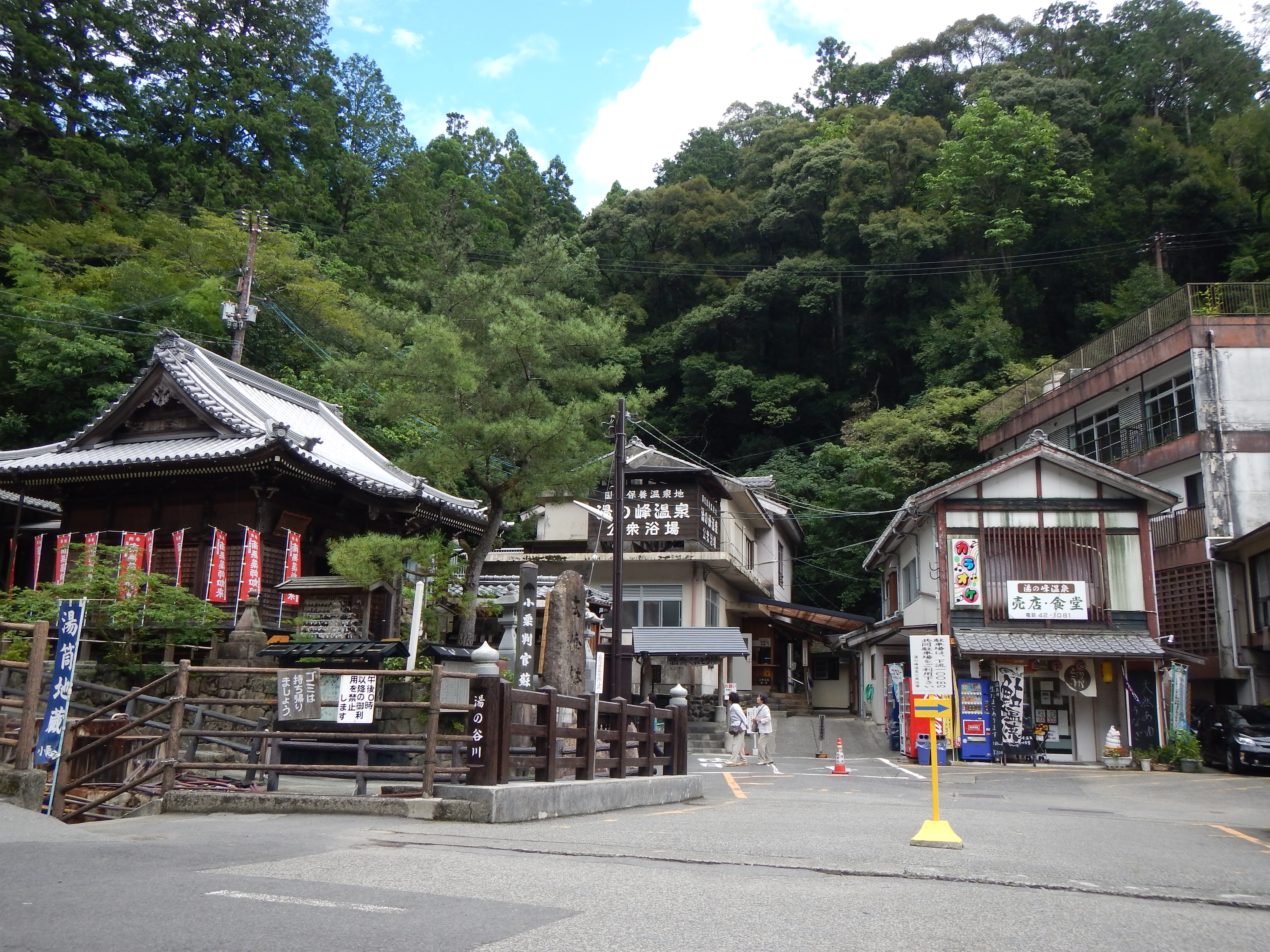
画像中央奥の建物が湯の峰温泉共同浴場。すぐ背後に国の天然記念物に指定された自生地がある。
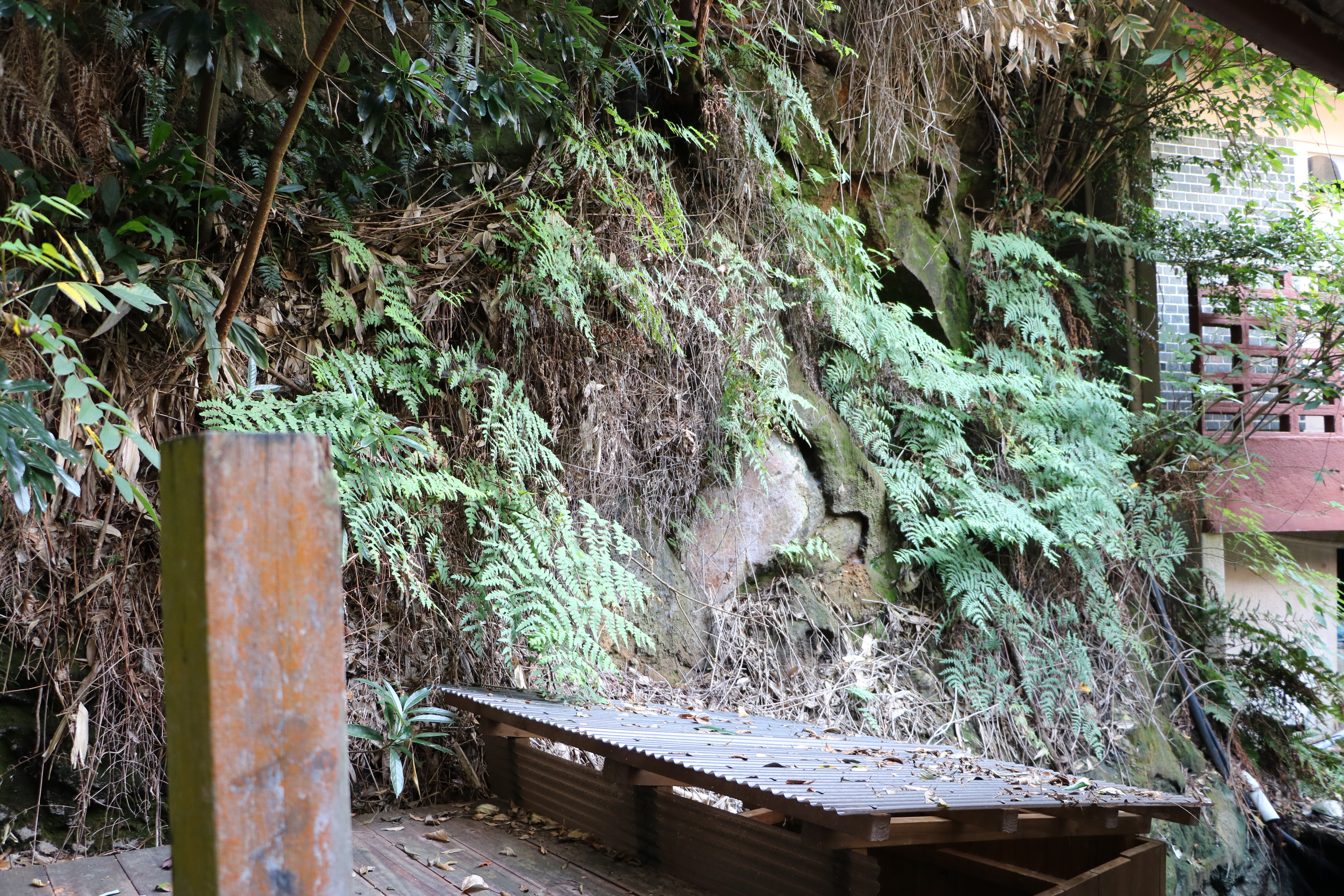
自生地。左手前の木柱に消えかけた文字でユノミネシダと書かれている。
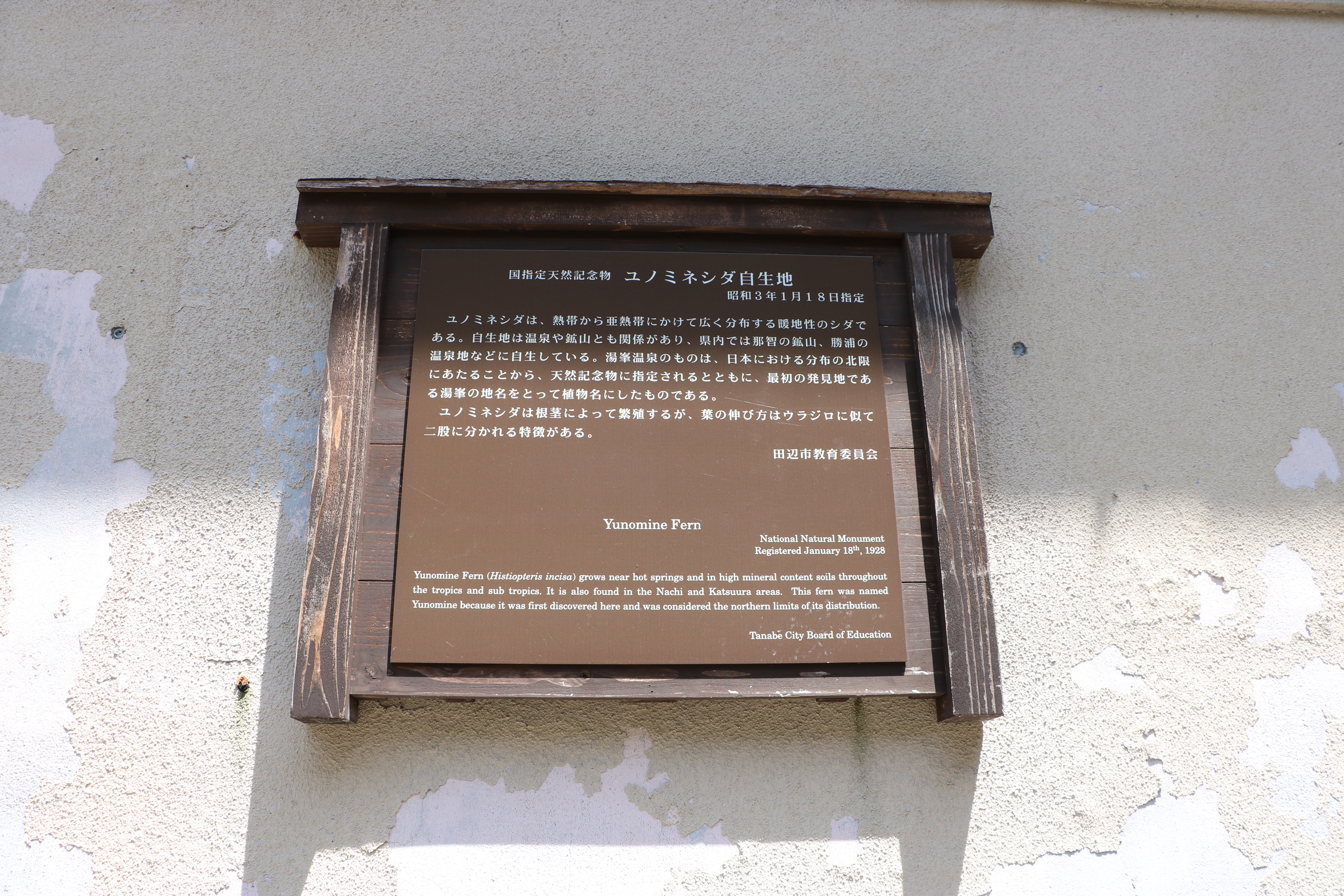
湯の峰温泉共同浴場の外壁にある解説プレート。

## 交通アクセス
所在地
- 和歌山県田辺市本宮町湯の峰[6]。

交通
- JR西日本紀勢本線新宮駅より熊野交通バスまたは奈良交通バスで約60分。湯の峰温泉バス停下車[10]。
- JR西日本紀勢本線紀伊田辺駅より龍神バスまたは明光バスで約80分。湯峰温泉バス停下車[10]。